# Women's EHF Cup Winners' Cup
Cúp các đội nữ đoạt cúp Liên đoàn bóng ném châu Âu (tiếng Anh: Women's European Handball Federation Cup Winner's Cup) là một giải của Liên đoàn bóng ném châu Âu dành cho các đội bóng ném nữ đã đoạt "Cúp Liên đoàn bóng ném quốc gia" của mình, hoặc bị loại trong vòng đấu Nhóm ở giải Hạng vô địch nữ Liên đoàn bóng ném châu Âu. Giải này được tổ chức hàng năm, bắt đầu từ năm 1993.

## Tổng kết
| 1993-94 Chi tiết | TUS Walle Bremen          | 45–44 (21-23, 24-21) | Spectrum FTC Budapest       | Silcotex Zalau          | Rostselmash Rostov      |
| 1994-95 Chi tiết | Dunaferr SE               | 49–43 (23-25, 26-18) | TV Giessen Lützellinden     | Borussia Dortmund       | Rossijanka Volgograd    |
| 1995-96 Chi tiết | TV Giessen Lützellinden   | 50–41 (28-19, 22-22) | Kraš Zagreb                 | Vasas Budapest          | Byasen Idrettslag       |
| 1996-97 Chi tiết | Istochnik Rostov          | 49–42 (25-18, 24-24) | VfB Leipzig                 | Larvik HK               | ZRK "Sombor Dunav"      |
| 1997-98 Chi tiết | Baekkelagets Oslo         | 51–40 (23-23, 28-17) | Kraš Zagreb                 | Borussia Dortmund       | Silcotub Zalau          |
| 1998-99 Chi tiết | Baekkelagets Oslo         | 50–35 (26-13, 24-22) | Ferrobus Mislata Tortajada  | Baekkelagets Oslo       | Frederiksberg IF        |
| 1999-00 Chi tiết | Milar L'Eliana Valencia   | 62–54 (31-24, 31-30) | Kuban Krasnodar             | Ikast Bording           | Spartak Kiev            |
| 2000-01 Chi tiết | Motor Zaporoshje          | 49–38 (26-20, 23-18) | Nordstrand 2000, Oslo       | E.S.B.F. Besançon       | Silcotub Zalau          |
| 2001-02 Chi tiết | Lada Toljatti             | 55–52 (27-32, 28-20) | CS Oltchim Râmnicu Vâlcea   | C.B. Zaglebie Lubin     | Alsa Elda Prestigio     |
| 2002-03 Chi tiết | E.S.B.F. Besançon         | 47–45 (27-30, 20-15) | Spartak Kiev                | Györi Graboplast ETO    | Kolding IF              |
| 2003-04 Chi tiết | Ikast Bording EH          | 66–57 (30-35, 36-22) | Hypo Niederösterreich       | FCK Handbold            | Handball Metz Metropole |
| 2004-05 Chi tiết | Larvik HK                 | 68–53 (31-26, 37-27) | Podravka Vegeta             | Tertnes Bergen          | 1. FC Nürnberg          |
| 2005-06 Chi tiết | ZRK Buducnost MONET       | 51–48 (25-25, 26-23) | Györi ETO Kezilabda Club    | Gjerpen Handball Skien  | Larvik HK               |
| 2006-07 Chi tiết | CS Oltchim Râmnicu Vâlcea | 59–53 (30-24, 29-29) | Byasen HB Elite Trondheim   | Budapest Bank-FTC       | Cem. la Union-Ribarroja |
| 2007-08 Chi tiết | Larvik HK                 | 50–40 (25-21, 25-19) | C.S. Rulmentul-Urban Brasov | Podravka Vegeta         | AKABA BeraBera          |
| 2008-09 Chi tiết | FCK Handbold              | 47–44 (21-23, 26-21) | Larvik HK                   | TSV Bayer 04 Leverkusen | Gjerpen Handball        |